# Malahit
Malahit (grško malakos - slez) je mineral bakrovega hidroksi karbonata in spada v 5. razred med karbonate, po klasifikaciji H. Strunza.
Malahit je zelo pogost mineral v mineraloških zbirkah zaradi njegove intezivno žametno zelene barve, razni izdelki iz njega pa polnijo izložbe raznih draguljarn, pa tudi cenenih trgovin. Je eden najbolj iskanih in cenjenih okrasnih kamnov, ki ga je mogoče obdelovati na različne načine.

## Nahajališča
V Sloveniji ga večinoma najdemi v bakrovih rudiščih in ga je zato moč najti kjerkoli v 90km dolgem pasu med Cerkljanskim in Loškim hribovjem ter vzhodnim delom Posavskih gub. Seveda ni primerljiv z zambijskimi ali ruskimi primerki, lahko pa vendarle najdemo lepe žarkaste agregate izrazito zelene barve. Do zdaj so bili najlepši primerki najdeni v Savskih jamah in okolici Cerknega. Ponekod nastajajo v žilah, ponekod pa v žarkastih skupkih. Malahiti grozdaste, ledvičaste in sigaste oblike so bili najdeni na Dovjem, znana nahajališča so še v konglomeratih iz doline Želimeljiščice in iz permskega kremenivega peščenjaka iz Močilnega pri Radečah. 
Starejše literature navajajo še nahajališča v kombinaciji s halkopiritom na Remšniku, Martinj Vrhu pri Železnikih, v Hobovšah, Škofjem in Žirovskem vrhu. Tanke prevleke malahita na halkopiritu so zasledili v Knapovžah. na galenitu, baritu in halkopiritu pa v Litiji in Podkraju. Pojave malahita omenjajo še z Rožce nad Dovjim, pri Koroški Beli, na Stegovniku in Fevčih na koncu Dolžanove soteske.
V svetu se malahit v velikanskih količinah nahaja predvsem v Franciji (Chessy), Italiji (Elba in Sardinija), Nemčiji (Betzdorf, St. Avold in Wallerfangen), Slovaški (Lubetová in Špania Dolina), Češki (Český Brod, Nová Ves in Rymarovo), Madžarski (Rudabanya), Romuniji (Rezbanija), Rusiji (v Mednorudjansku na Uralu in v Gumeševku), ZDA (Bisbee-Morenci v Arizoni, Kalifornija, Nevada in Utah), Mehiki, Čilu, Zairu (Katanga), Zambiji, Namibiji (Tsumeb) in Avstraliji (Burra in Wallarroo).

## Uporaba
Malahit je uporaben predvsem kot okrasni kamen, ki ga obdelujejo in brusijo na različne načine. Včasih so ga uporabljali tudi kot anorganski pigment oz. barvilo, imenovano gorska zelena. V Rusiji so si nekdaj celo lahko privoščili malahitne obloge celih dvoran, kot je npr. Zimski dvorec v Sankt Peterburgu. Seveda pa je malahit tudi uporaben kot bakrova ruda.